# Культурне картографування
Культурне мапування — це процес збору, зведення і аналізу інформації про наявні культурні ресурси у спільноті. Культурне мапування проводить «інвентаризацію» культурних ресурсів, що дає можливість визначити прогалини і сфери потенційних часових, людських, фінансових інвестицій. Важливим принципом цього методу аналізу культури є залучення не лише експертів, а й широку громадськість.

## Основні терміни
Культурна інвентаризація — список, або база даних наявних культурних ресурсів і цінностей.
Культурна мапа — звіт про знахідки і висновки процесу культурного мапування; культурна мапа може бути виконана у різних формах.

## Методологія
Метод культурного мапування налічує декілька етапів:
1. Ідентифікація організацій та осіб, важливих для культури міста, а також аналіз усіх наявних ресурсів культури.
2. Визначення потреб мешканців і пропозицій наявних закладів культури, аналіз їхньої відповідності. Окреслення зв'язків між організаціями та особами, підрахунок відвідуваності заходів та установ.
3. Презентація результатів та рекомендацій перед громадою.

## Способи використання культурного мапування
| Мета                                                     | Пояснення |
| -------------------------------------------------------- | --- |
| Підвищення рівня знань і визнання                        | Допомога у визначенні особливостей місцевої культури. Демонстрації широти і різноманіття культури у місті |
| Популяризація ще непомічених ресурсів і видів діяльності | Надання чіткої інформації чиновникам, туристичним групам, органам місцевого управління, громадськості, та іншими важливим сторонам                                                                                        |
| Переоцінка місцевої культури                             | Можливість поглянути на факти з іншої перспективи: з точки зору перетину різних культур, з точки зору доступу громадськості, централізації, взаємозв'язків і співробітництва                                              |
| Набуття об'єктивності                                    | Перехід від інтуїтивної або неперевіреної інформації, від неспроможності «бачити далі свого носа» до більш ґрунтовного, широкого, конкретного бачення. Змога виходити за межі вузьких дисциплін і розрізнених точок зору. |
| Визначення мереж                                         | Надання відповідей на такі питання: Де групи знаходять ресурси? Як вони між собою спілкуються? Що їх пов'язує? |
| Визначення прогалин                                      | Надання відповіді на питання, у чому є нестача, що дублюється у певному секторі чи районі |
| Визначення ефективності розподілу ресурсів               | Надання відповіді на питання: Як далеко доводиться подорожувати певній групі людей, щоб дістати книгу або провести зустріч? Де група з китайських танців може знайти собі кваліфікованого тренера?                        |
| Прорахунок впливів                                       | Надання відповіді на питання: Як багато неформальних спільнот буде зруйновано через прокладання нової автомагістралі? Яким буде вплив від зростання імміграції на наявні спільноти та ресурси?                            |
| Культурне планування                                     | Мапування часто є першим кроком у створенні плану розвитку культури у місті |

## Культурне мапування в Україні
В Україні вперше такий метод для культурного планування на рівні міста застосували у Львові у 2008 році. Проект координував Центр культурного менеджменту. Для аналізу було використано методологію, розроблена проектом Creative cities Canada
У рамках проекту створення Української мережі культури в Україні з квітня 2012 по березень 2013 року культурне мапування проводили у семи містах України. Мапи створювали «Творче місто» у Дніпропетровську, «АртЕфект» у Луцьку, літературне угрупування СТАН у Луганську, «АртОптимісти» у Миколаєві, Youth Unit of Artists в Одесі, Краєзнавчий музей у Мелітополі, «Тотем» у Херсоні.
Культурні карти деяких міст доступні онлайн.